# Pezzi dello xiangqi
Segue qui un elenco dei pezzi dello xiangqi, antico gioco cinese, e delle sue varianti, con i relativi movimenti.

## Lista dei pezzi
| Pezzo         | Hànzì                                      |
| ------------- | ------------------------------------------ |
| Generale      | 將, 帥, 魏, 蜀, 吳, 秦, 楚, 韓, 斉, 趙, 燕 |
| Consulente    | 士, 仕                                     |
| Elefante      | 象, 相, 向                                 |
| Cavallo       | 馬, 傌                                     |
| Carro         | 車, 俥                                     |
| Cannone       | 砲, 炮, 礮                                 |
| Soldato       | 卒, 兵, 勇                                 |
| Sbandieratore | 旗, 火, 風                                 |
| Vantaggio     | 裨                                         |
| Parziale      | 偏                                         |
| Baionetta     | 剣                                         |
| Mucca         | 騎                                         |
| Balestra      | 弩                                         |
| Spada         | 刀                                         |
| Arco          | 弓                                         |
| Diplomatico   | 行人                                       |
| Regno Zhou    | 周                                         |

## Movimenti
| Simbolo | Movimento |
| ------- | --- |
| ▲       | Pezzo che può passare il fiume.                                                                                                |
| ▼       | Pezzo che non può passare il fiume.                                                                                            |
| ■       | Pezzo immobile non catturabile.                                                                                                |
| ●       | Pezzo che non può catturare né essere catturato.                                                                               |
| ○       | Può muovere di un numero determinato di caselle in una direzione.                                                              |
| ◇       | Può muovere di una casella in una direzione solo all'interno del palazzo.                                                      |
| ◎       | Può muovere di una casella in una direzione dopo aver passato il fiume.                                                        |
| ☆       | Può muovere su una casella solo se il percorso non è ostruito.                                                                 |
| ×       | Può passare per una casella ma senza fermarvisi.                                                                               |
| ＼      | Può muovere di un numero illimitato di caselle in una direzione. Si ferma quando incontra un altro pezzo.                      |
| │       | Può muovere di un numero illimitato di caselle in una direzione. Si ferma quando incontra un altro pezzo.                      |
| ／      | Può muovere di un numero illimitato di caselle in una direzione. Si ferma quando incontra un altro pezzo.                      |
| ─       | Può muovere di un numero illimitato di caselle in una direzione. Si ferma quando incontra un altro pezzo.                      |
| □       | Può muovere di un numero illimitato di caselle in una direzione. Per mangiare deve saltare un altro pezzo.                     |
| ۞       | Può muovere di un numero illimitato di caselle in una direzione. Per mangiare può, ma non è obbligato, saltare un altro pezzo. |

### Generale
| ◇ | ◇ | ◇ |
| ◇ | ▼ | ◇ |
| ◇ | ◇ | ◇ |

| ＼ | │ | ／ |
| ─  | ▲ | ─  |
| ／ | │ | ＼ |

### Consulente
| ◇ | ◇ | ◇ |
| ◇ | ▼ | ◇ |
| ◇ | ◇ | ◇ |

### Elefante
| ☆ |   |   |   | ☆ |
|   | × |   | × |   |
|   |   | ▼ |   |   |
|   | × |   | × |   |
| ☆ |   |   |   | ☆ |

### Cavallo
|   | ☆ |   | ☆ |   |
| ☆ |   | × |   | ☆ |
|   | × | ▲ | × |   |
| ☆ |   | × |   | ☆ |
|   | ☆ |   | ☆ |   |

### Carro
|   | │ |   |
| ─ | ▲ | ─ |
|   | │ |   |

|   | ☆ | ۞ | ☆ |   |
| ☆ |   | ۞ |   | ☆ |
| ۞ | ۞ | ▲ | ۞ | ۞ |
| ☆ |   | ۞ |   | ☆ |
|   | ☆ | ۞ | ☆ |   |

### Cannone
|   | □ |   |
| □ | ▲ | □ |
|   | □ |   |

### Soldato
|   | ○ |   |
| ◎ | ▲ | ◎ |

### Sbandieratore
| ○ |   | ○ |
|   | ▲ |   |

|   |   | ☆ |   | ☆ |   |   |
|   |   |   | × |   |   |   |
| ☆ |   |   | × |   |   | ☆ |
|   | × | × | ▲ | × | × |   |
| ☆ |   |   | × |   |   | ☆ |
|   |   |   | × |   |   |   |
|   |   | ☆ |   | ☆ |   |   |

### Vantaggio
| ＼ |   | ／ |
|    | ▲ |    |
| ／ |   | ＼ |

### Parziale
|   | │ |   |
| ─ | ▲ | ─ |
|   | │ |   |

### Baionetta
|   | ○ |   |
| ○ | ▲ | ○ |
|   | ○ |   |

### Mucca
|   | ☆ |   |   |   |   |   | ☆ |   |
| ☆ |   | × |   |   |   | × |   | ☆ |
|   | × |   | × |   | × |   | × |   |
|   |   | × |   | × |   | × |   |   |
|   |   |   | × | ▲ | × |   |   |   |
|   |   | × |   | × |   | × |   |   |
|   | × |   | × |   | × |   | × |   |
| ☆ |   | × |   |   |   | × |   | ☆ |
|   | ☆ |   |   |   |   |   | ☆ |   |

### Balestra
| ○ |   |   |   |   | ○ |   |   |   |   | ○ |
|   | ○ |   |   |   | ○ |   |   |   | ○ |   |
|   |   | ○ |   |   | ○ |   |   | ○ |   |   |
|   |   |   | ○ |   | ○ |   | ○ |   |   |   |
|   |   |   |   | ○ | ○ | ○ |   |   |   |   |
| ○ | ○ | ○ | ○ | ○ | ▲ | ○ | ○ | ○ | ○ | ○ |
|   |   |   |   | ○ | ○ | ○ |   |   |   |   |
|   |   |   | ○ |   | ○ |   | ○ |   |   |   |
|   |   | ○ |   |   | ○ |   |   | ○ |   |   |
|   | ○ |   |   |   | ○ |   |   |   | ○ |   |
| ○ |   |   |   |   | ○ |   |   |   |   | ○ |

### Spada
| ○ |   | ○ |
|   | ▲ |   |
| ○ |   | ○ |

### Arco
| ○ |   |   |   | ○ |   |   |   | ○ |
|   | ○ |   |   | ○ |   |   | ○ |   |
|   |   | ○ |   | ○ |   | ○ |   |   |
|   |   |   | ○ | ○ | ○ |   |   |   |
| ○ | ○ | ○ | ○ | ▲ | ○ | ○ | ○ | ○ |
|   |   |   | ○ | ○ | ○ |   |   |   |
|   |   | ○ |   | ○ |   | ○ |   |   |
|   | ○ |   |   | ○ |   |   | ○ |   |
| ○ |   |   |   | ○ |   |   |   | ○ |

### Diplomatico
| ＼ | │ | ／ |
| ─  | ● | ─  |
| ／ | │ | ＼ |

### Regno Zhou
| ■ |